# Blauwe nachtegaal
De blauwe nachtegaal (Larvivora cyane synoniem: Luscinia cyane) is een zangvogel uit de familie der Muscicapidae (vliegenvangers).

## Verspreiding en leefgebied
Deze soort komt voor in grote delen van Oost-Azië en Zuidoost-Azië en telt 3 ondersoorten:
- L. c. bochaiensis: het zuidelijke deel van Centraal-Siberië en noordelijk Mongolië.
- L. c. cyane: oostelijk Siberië, noordoostelijk China en Korea.
- L. c. nechaevi: Sachalin, de zuidelijke Koerilen en de Japanse eilanden.